# غاري شوارتز
غاري شوارتز (بالإنجليزية: Gary Schwartz)‏ هو عالم نفس وكاتب أمريكي، ولد في 1944.

## وصلات خارجية
- الموقع الرسمي